# Auguste-Maurice Tessier
Auguste-Maurice Tessier, né le 20 juillet 1879 à Rimouski et mort le 26 mai 1932 à Québec, est un avocat et homme politique québécois.

## Biographie
Il est le fils d'Auguste Tessier et le petit-fils d'Ulric-Joseph Tessier. Il est le père de Maurice Tessier. Il épouse Yvonne Lacoste, fille d'Alexandre Lacoste, en 1907.